# Обыкновенная стенная ящерица
Обыкновенная стенная ящерица, или стенная ящерица (лат. Podarcis muralis), — вид стенных ящериц.

## Внешний вид
Длина до 18 см, причём хвост вдвое длиннее туловища с головой; окраска варьирует. У типичной формы спина бурая или зеленоватая с тёмными полосками и пятнами; брюхо — белое, жёлтое или красноватое.

## Распространение
Стенная ящерица встречается в изобилии в Средней и Южной Европе и в Турции и Малой Азии. В Средней Европе заходит до Рейнских провинций Германии. Интродуцирована в Канаду.

## Поведение
Отличается чрезвычайной быстротой движений, способностью лазать по стенам и доверчивостью к человеку.